# Жуковський Аркадій Іларіонович
Арка́дій Іларіо́нович Жуко́вський (12 січня 1922, Чернівці — 2 жовтня 2014, Париж) — український історик, громадський і політичний діяч. Дійсний член Наукового товариства імені Шевченка (1972). Іноземний член Національної академії наук України (обрано 20 березня 1992 року). Почесний доктор Чернівецького університету (1995). Почесний громадянин Чернівців. Багаторічний провідний україніст у Франції.

## Біографія
Народився в родині православного священика Іларія Жуковського. У 1940 р. закінчив Чернівецький ліцей імені Пумнула та поступив на філософський факультет Чернівецького університету. Водночас став членом Організації українських націоналістів. 1941 року, під час Другої світової війни, разом із родиною емігрував до Австрії. У 1942 під час навчання у Політехниці в Бреслау був призначений провідником місцевого проводу ОУН. 1949 року закінчив вищу освіту в місті Грац за спеціальністю «інженер-будівельник», очолював місцевий провід ОУН, з 1947 — голова Союзу українських студентських товариств Австрії. В 1955—1958 голова Українського студентського товариства національного солідаризму «Зарево». Співпрацював з американською розвідкою, підбираючи їм шпигунські кадри з-поміж активу ОУН.
Пізніше перебрався до Франції, в 1959 став генеральним секретарем Українського академічного товариства у Парижі.
1969 року захистив докторську дисертацію в Українському вільному університеті в Мюнхені. 1976 року захистив докторську дисертацію в Сорбонні (Париж).
З 1960 року був асистентом, з 1977 доцентом Інституту східних мов і цивілізацій Паризького університету (до 1988). Від 1969 року — професор Українського вільного університету, продекан філософського факультету. 1968 року обрано науковим секретарем. Був активним діячем організації Українська Національна Єдність у Франції. 1987 року — головою НТШ в Європі (Сарсель, Франція), 2009 року — почесним головою.
У 1989—1995 роках — президент Бібліотеки імені Симона Петлюри в Парижі. Член Митрополичої ради УАПЦ в Європі.
Брав активну участь у діяльності Центрального союзу українського студентства та Об'єднання студентської молоді «Зарево». 
Згодом — багатолітній член проводу Організації українських націоналістів.
Багаторічний співредактор багатотомної Енциклопедії українознавства, від 1985 року — головний редактор. Член редколегії та редактор відділу релігії та історії англомовної Енциклопедії українознавства. Співголова Головної редакційної колегії Енциклопедії сучасної України.
Нагороджений Орденом «За заслуги» 3-го (1997) і 2-го (2002) ступ. Нагороджений французьким Ordre des Palmes académiques (1982).
Почесний громадянин м. Чернівці (1998). Почесний доктор Чернівецького державного університету імені Юрія Федьковича (1995), доктор богослов'я Київської Духовної Академії УПЦ КП (1996).
Помер 2 жовтня 2014 року в Парижі. Згідно із заповітом похований у родинному склепі на Руському кладовищі у м. Чернівці.

## Документальна спадщина
Документальна спадщина Аркадія Іларіоновича Жуковського, а зокрема наукові матеріали, листування, документи біографічного характеру зберігаються у фондах Бібліотеки ім. О. Ольжича у Києві, Центрального державного архіву закордонної україніки — ЦДАЗУ.

## Вшанування пам'яті
У місті Чернівці вулицю Максима Горького перейменували на вулицю Аркадія Жуковського.

## Праці
Основні праці — з історії України, історії української церкви:
- «Нарис історії України» (1991, 1992, 1993) — у співавторстві;
- «Histoire de l'Ukraine» (1993, 1994);
- «Історія Буковини», частини 1-2 (1991—1993);
- П. Могила і проблема зʼєднання церков" / З передмовою Наталії Полонської-Василенко. – Париж: “Imprimerie P.I.U.F.”, 1969. – 282 с. (Серія: Монографії, Ч. 17). Перевидана у києві під назвою: "Петро Могила й питання єдности церков» (1997);
- підготовка репринтного перевидання «„Требник“ Петра Могили», друге видання (1988).

Низку праць присвячено творчості Тараса Шевченка:
- «Шевченкіяна в бібліотеках Парижу» (1961),
- «Шевченко і Франція» (1964),
- «Сквер Тараса Шевченка в Парижі» (1969).

## Нагороди
- 1997 — орден «За заслуги» третього ступеня.